# Осипенко Поліна Денисівна
Полі́на Дени́сівна Осипе́нко (до шлюбу Дудник, у першому шлюбі Гов'яз) — (25 вересня (8 жовтня) 1907 за офіційними даними, насправді 7 жовтня 1905, Новоспасівка (нині с. Осипенко Бердянського р-ну Запорізької обл.), Російська імперія — 11 травня 1939) — радянська льотчиця українського походження, одна з перших жінок, якій присвоєно звання Героя Радянського Союзу (1938).

## Біографія
Народилася у козацькій слободі Новоспасівці. Ім'я при хрещенні було Пелагея. Була 9-ю дитиною в сім'ї Дениса Дудника. Батько працював ремісником і сім'я не бідувала. Поліна навіть одержала освіту у двокласній церковнопарафіяльній школі.
Згодом закінчила курси птахівників. Працювала завідувачкою колгоспної птахоферми.
1926 — 20-літня птахівниця Поліна одружилася з односельцем Степаном Гов'язом, військовим льотчиком. 4 роки родина жила нарізно. У квітні 1931 року Поліна поїхала до чоловіка у Качу. Степан домігся, щоб дружину влаштували прибиральницею в їдальні, потім офіціанткою, зрештою заступницею завідувача. За допомогою чоловіка підготувалася до вступу в Качинську школу військових пілотів.
1933 — Поліна Гов'яз закінчила школу військових пілотів і одержала призначення до Харківського гарнізону командиром ланки. Чоловіка відправили до Ростовської області, оскільки влада вирішила, що його біографія не пасує до майбутньої героїні. Він не поривав зв'язків з дружиною, тому його ізолювали до концтабору.
Служила в Житомирі, Києві. Їй порекомендували знову вступити в шлюб. 1934 року одружилася з однополчанином — військовим льотчиком Олександром Осипенком, який пізніше став Героєм Радянського Союзу за війну в Іспанії, генерал-лейтенантом авіації. Навесні 1935 року Поліна Осипенко одержала призначення до Московського військового округу, потім посаду інспекторки ВПС при Генштабі.
Готуючись до Всесоюзної наради дружин керівного складу РСЧА у Кремлі, її біографію старанно почистили: зробили на два роки молодшою, осучаснили ім'я, у графі соціальне походження з'явився запис — наймичка, відомості про перший шлюб зникли. На нараді її представили керівництву країни. З високої трибуни Поліна Осипенко заявила: «Обіцяю літати вище за всіх дівчат світу!». За активну громадську діяльність Осипенко нагородили орденом Трудового Червоного Прапора.
Коли Поліна Осипенко вирішила йти на рекорди, їй сприяли в усьому. 22 травня 1937 року встановила світовий рекорд, піднявшись на гідроплані на висоту 9 100 метрів. Через два дні вона встановила ще два світові рекорди при перельоті з вантажем: на гідролітаку подолала висоту 7009 метрів з вантажем у 1000 кг.
2 липня 1938 року екіпаж, у якому були другим пілотом Віра Ломако, а штурманом Марина Раскова, установив світовий жіночий рекорд польоту по прямій (Севастополь-Київ-Новгород-Архангельськ). Капітан Осипенко удостоїлася нагороди орденом Леніна, а Твардовський написав «стішок»: «Над великой русской равниной, над простором нив, лесов и вод Лётчица по имени Полина Совершила славный перелёт». Того ж року вийшла книга Поліни Осипенко про цю подію «От Чёрного к Белому морю».
24—25 вересня 1938 року на літаку АНТ-37 «Родіна» (командир — Валентина Гризодубова, штурман — М. М. Раскова) зробила безпосадковий переліт Москва — Далекий Схід (Кербі, район Комсомольска-на-Амурі) протяжністю 6450 км (по прямій — 5910 км) за 26 годин 29 хвилин без посадок. Було встановлено жіночий світовий авіаційний рекорд дальності польоту. Екіпаж сів у тайзі і тільки 3 жовтня їх знайшли з повітря. Усі троє одержали звання Героя Радянського Союзу (першими серед жінок). Після цього перельоту — інспекторка з техніки пілотажу, наставниця пілотів-винищувачів. Обиралася делегаткою XVIII з'їзду ВКП(б).
1 травня 1939 року брала участь у військовому повітряному параді над Красною площею Москви в групі швидкісних винищувачів. 
11 травня 1939 року майор Осипенко загинула в авіаційній катастрофі під час навчально-тренувальних польотів разом з начальником головної льотної інспекції ВПС РСЧА А. К. Сєровим.
Прах Осипенко і Сєрова поміщений в урнах у Кремлівській стіні на Красній площі в Москві.

## Пам'ять

пам'ятник у Бердянську

Ім'я Поліни Осипенко 1939 року присвоєне Одеській військовій авіаційній школі, Дніпропетровському обласному аероклубу, Бердянському вчительському інституту (згодом — Бердянський державний педагогічний інститут ім. П. Д. Осипенко; носив це ім'я до 2002 р.). До 1958 її ім'ям називався і сам Бердянськ (з 1939 місто мало назву Осипенко). Її ім'я носять кримські села Осипенко та Полюшко у Нахімовському районі Севастопольської міськради.
Її іменем названі вулиці та площі в Маріуполі, Володимирі та інших містах України, а також у Москві, Мінську, Пермі, Краснодарі, Владимирі, Елісті, Самарі, Тюмені. Також її іменем названо райцентр і район в Хабаровському краю, (село імені Поліни Осипенко). У деяких містах вулицю, названу на честь льотчиці, декомунізували. Вулицю Поліни Осипенко в Коломиї 1990 року перейменували на вулицю Василя Барвінського, у Володимирі — на вулицю Генерала Шухевича. У місті Хмельницькому є провулок Осипенко, в Ужгороді є вулиця Поліни Осипенко.
В селі Осипенко встановлений її бюст, у місті Бердянську — пам'ятник, в селі Високе Рибновського району Рязанської області — обеліск.